# Willy Steinkopf

Willy Steinkopf

Willy Steinkopf (* 3. März 1885 in Löwenhagen, Kreis Königsberg; † 6. Juli 1953 in Hannover) war ein deutscher Politiker der SPD.

## Leben und Beruf
Nach dem Besuch der Realschule in Gumbinnen und der Oberrealschule in Königsberg absolvierte Steinkopf ab 1901 eine Ausbildung im mittleren Dienst der Reichspost. 1911 wurde er Postassistent in Gerdauen, ab 1916 war er Postsekretär in Königsberg. Er gehörte dem Verband mittlerer Reichs-, Post- und Telegraphenbeamten an und war auch Mitglied im Bund deutscher Bodenreformer. 1912 beteiligte er sich an der Gründung der gemeinnützigen Wohnungsbaugenossenschaft Gerdauen, deren Vorsitzender er bis 1915 war. 1918 wurde er Vertrauensmann des Arbeiter- und Soldatenrates Königsberg für Post- und Telegraphenangelegenheiten und wurde von diesem vorübergehend zum Leiter der Oberpostdirektion Königsberg ernannt. 1933 wurde er – inzwischen Postdirektor – von den Nationalsozialisten aus politischen Gründen aus dem Postdienst entlassen. Nach 1945 konnte er wieder bei der Post arbeiten und wurde 1949 Leiter der Oberpostdirektion Hannover.

## Partei
Steinkopf schloss sich 1916 der SPD in Königsberg an.

## Abgeordneter
Steinkopf gehörte der Ostpreußischen Provinzialversammlung an. 1919/20 war er Mitglied der Weimarer Nationalversammlung. Anschließend war er bis 1930 Reichstagsabgeordneter.